# جون أودونيل
جون أودونيل (بالإنجليزية: Jon O'Donnell)‏ (21 مارس 1954 في المملكة المتحدة - 1 أبريل 1997) هو لاعب كرة قدم بريطاني في مركز الدفاع. لعب مع سكونثورب يونايتد وكامبريدج يونايتد وكولتشستر يونايتد وليدز يونايتد ونادي هارتلبول يونايتد ونادي كامبريدج ستي.